# Niels Geusebroek
Niels Geusebroek (Haarlem, 4 augustus 1979) is een Nederlandse zanger en componist.

## Carrière
Geusebroek zat op school in Heemstede en Haarlem waar hij ook de HEAO doorliep. In 1996 richtte Geusebroek samen met Frans van Essen de band Silkstone op. In 2003 kwam hij met de band onder contract van BMG, en vanaf dat moment trad hij veelvuldig met Silkstone op, waaronder op Lowlands, Pinkpop, MTV, TMF, 3FM, Radio 538, Barend & van Dorp, Top of the Pops, Paradiso, Tivoli, HMH en De Oosterpoort. Silkstone toerde ook naar New York en Sint-Petersburg. Silkstone bracht twee albums uit en wist twee noteringen in de Nederlandse Top 40 weten te behalen. In 2009 werd de band opgeheven.
In 2011 deed Geusebroek mee aan het tweede seizoen van The voice of Holland. Tijdens het programma wist hij drie hits te scoren in de Single Top 100. Hij werd in de halve finale van het programma uitgeschakeld.
In november 2012 bracht hij samen met Wildstylez het hardstyle-nummer Year of summer uit. Dit werd een grote hit in de Nederlandse hitparades. Het nummer was tevens het eerste hardstylenummer dat een notering verwierf in de Nederlandse Top 40 sinds het ontstaan van die lijst. Op 20 januari 2013 ontving Geusebroek voor het nummer een gouden plaat.
Op donderdag 29 augustus 2013 was Niels Geusebroek in de studio van Radio 538 te gast in het programma van Ruud de Wild. Hij had een week eerder de opdracht gekregen om een lied te schrijven op het ritme van de hartslag van de baby van de zwangere nieuwslezeres Hannelore Zwitserlood. Hij zong dat lied live in de 538-studio en na positieve reacties hierop werd Take your time girl als single uitgebracht. Het werd zijn eerste solohit en bereikte de eerste plaats in de Nederlandse Top 40 en de Mega Top 50. Het nummer werd tevens met platina bekroond.
Op 5 februari 2014 kreeg Geusebroek een 100% NL Award voor 'Nieuwkomer van het Jaar'. In datzelfde jaar deed hij mee met het zesde seizoen van De beste zangers van Nederland. In 2015 was hij gastartiest bij de nationale herdenkingsconcert Bridge to Liberation Experience. In 2017 was hij te zien in het RTL 4-programma The Big Music Quiz.
In 2019 maakt hij de single Stay The Same met Soulvation.
In 2024 bracht Geusebroek samen met Wildstylez opnieuw een hardstylenummer uit, getiteld King For A Day.

## Discografie

### Albums
| Album met eventuele hitnotering(en) in de Nederlandse Album Top 100 | Datum van verschijnen | Datum van binnenkomst | Hoogste positie | Aantal weken | Opmerkingen |
| ------------------------------------------------------------------- | --------------------- | --------------------- | --------------- | ------------ | ----------- |
| Lines                                                               | 2013                  | 01-06-2013            | 27              | 32           |             |
| Wildfire                                                            | 2016                  | 05-03-2016            | 38              | 1            |             |

### Singles
| Single met eventuele hitnotering(en) in de Nederlandse Top 40 | Datum van verschijnen | Datum van binnenkomst | Hoogste positie | Aantal weken | Opmerkingen                                                                 |
| ------------------------------------------------------------- | --------------------- | --------------------- | --------------- | ------------ | --------------------------------------------------------------------------- |
| Save the world                                                | 16-12-2011            | -                     |                 |              | Nr. 66 in de Single Top 100                                                 |
| Old & wise                                                    | 06-01-2012            | -                     |                 |              | Nr. 13 in de Single Top 100                                                 |
| Titanium                                                      | 13-01-2012            | -                     |                 |              | Nr. 23 in de Single Top 100                                                 |
| Year of summer                                                | 2012                  | 01-12-2012            | 3               | 23           | met Wildstylez / Platina / Nr. 2 in de Single Top 100                       |
| The truth                                                     | 2013                  | 13-04-2013            | tip3            | -            | Nr. 83 in de Single Top 100                                                 |
| Koningslied                                                   | 19-04-2013            | 27-04-2013            | 2               | 4            | als onderdeel van Nationaal Comité Inhuldiging / Nr. 1 in de Single Top 100 |
| Take your time girl                                           | 31-08-2013            | 14-09-2013            | 1(2wk)          | 21           | Platina / Nr. 2 in de Single Top 100 / Alarmschijf                          |
| Street of hearts                                              | 2014                  | 22-02-2014            | tip9            | -            | Soundtrack Hartenstraat                                                     |
| We are                                                        | 2014                  | 11-10-2014            | tip6            | -            |                                                                             |
| Falling                                                       | 2015                  | 07-02-2015            | tip4            | -            | met Fedde le Grand                                                          |
| Best part of me                                               | 2015                  | 13-06-2015            | tip19           | -            |                                                                             |
| Better part of me                                             | 2018                  | 13-10-2018            | tip13           | -            | met Tony Junior                                                             |
| Anyone out there                                              | 2019                  | -                     | -               | -            |                                                                             |
| Young at heart                                                | 18-09-2020            | -                     | -               | -            |                                                                             |

| Single met hitnotering(en) in de Vlaamse Ultratop 50 | Datum van verschijnen | Datum van binnenkomst | Hoogste positie | Aantal weken | Opmerkingen                                    |
| ---------------------------------------------------- | --------------------- | --------------------- | --------------- | ------------ | ---------------------------------------------- |
| Koningslied                                          | 2013                  | 11-05-2013            | 41              | 1            | als onderdeel van Nationaal Comité Inhuldiging |
| All I want                                           | 2016                  | 08-10-2016            | tip             | -            | met Sam Bettens                                |

### NPO Radio 2 Top 2000
| Nummers met noteringen in de NPO Radio 2 Top 2000 | '13  | '14  | '15 | '16  | '17  | '18  | '19-'22 | '23  | '24  |
| ------------------------------------------------- | ---- | ---- | --- | ---- | ---- | ---- | ------- | ---- | ---- |
| Take Your Time Girl                               | 1171 | 559  | 943 | 1342 | 1750 | 1987 | -       | -    | -    |
| Year of Summer (met Wildstylez)                   | -    | 1109 | -   | -    | -    | -    | -       | 1756 | 1207 |

1. ↑  Een '-' betekent dat het nummer niet was genoteerd en een vetgedrukt getal geeft de hoogste notering van een nummer aan.
2. ↑  2013 was het eerste jaar met een notering voor Niels Geusebroek.